# Augustin Baumtrog
Augustin Baumtrog (* 1883 in Mariental im Wolgagebiet, Russisches Kaiserreich; † März 1937 auf den Solowezki-Inseln, Sowjetunion) war russlanddeutscher römisch-katholischer Geistlicher, Pfarrer und Apostolischer Administrator für das Wolgagebiet und ein Opfer des Stalinismus. 

## Biografie
Nach Absolvierung des Priesterseminars zu Saratow 1909 und des Universitätsstudiums in Innsbruck in Österreich 1911 leitete Augustin Baumtrog von 1914 bis 1917 die Pfarrei in Roschdestwenskoje (Fürstendorf) im Kuban-Gebiet. Von 1917 bis 1919 war er Pfarrer in Mariental und gleichzeitig Pfarradministrator in Marienburg im Gouvernement Samara. 
Nach Ausbruch der Russischen Revolution im November 1917 nahm er aktiv an der Gründung des „Volksvereins für die deutschen Katholiken an der Wolga“ teil und gab die Vereinszeitung „Deutsche Stimme“ heraus. Von 1922 bis 1926 war er Pfarrer in Astrachan. 1926 wurde er vom päpstlichen Sonderbeauftragten zum Apostolischen Administrator für das ganze Wolgagebiet berufen. 1930 wurde er verhaftet und am 20. April 1931 im Gruppenprozess gegen die wolgadeutschen Geistlichen zunächst zum Tod durch Erschießen verurteilt, dann zu 10 Jahren in einem Straflager „begnadigt“. Verstorben ist er in Haft im GULAG-Lager auf den Solowezki-Inseln im März 1937.